# Андрейченко, Владимир Павлович
Влади́мир Па́влович Андре́йченко (бел. Уладзімір Паўлавіч Андрэйчанка; род. 2 января 1949, дер. Марьяново Лиозненского района Витебской области) — белорусский политический и государственный деятель. Председатель Палаты представителей Национального собрания Беларуси с 27 октября 2008 по 22 марта 2024 года. Заслуженный работник сельского хозяйства Республики Беларусь (2001).

## Образование
Окончил Лужесненский сельскохозяйственный техникум (1968), Великолукский сельскохозяйственный институт (1977), Минскую высшую партийную школу (1988), Академию управления при Президенте Республики Беларусь.

## Биография
Трудовую деятельность начал в 1968 году после окончания Лужеснянского сельхозтехникума агрономом колхоза «Победа социализма» Верхнедвинского района Витебской области БССР. В 1968—1970 годах служил в рядах Советской армии.
С 1970 по 1972 год работал старшим агрономом Зубковского спецотделения «Сельхозтехника». В 1972—1974 годах — инструктор, заведующий организационным отделом Лиозненского райкома комсомола. В 1974—1975 годах — инструктор Лиозненского райкома Коммунистической партии Белоруссии. С 1975 по 1978 год был секретарем парткома совхоза «Адаменки». В 1978—1981 годах — председатель колхоза им. Данукалова Лиозненского района.
В 1981—1991 годах работал начальником управления сельского хозяйства, председателем Лиозненского райисполкома, первым секретарём Верхнедвинского райкома КПБ. В 1985—1987 годах — председатель Лиозненского райисполкома Витебской области. В 1987—1991 годах являлся первым секретарём Верхнедвинского райкома КПБ Витебской области, председатель Верхнедвинского районного Совета народных депутатов — первый секретарь Верхнедвинского райкома КПБ.
В 1990—1994 годах — депутат Верховного Совета Республики Беларусь XII созыва. В 1991—1994 годах являлся первым заместителем председателя Витебского областного исполнительного комитета, председатель областного комитета по сельскому хозяйству и продовольствию.
С ноября 1994 по октябрь 2008 года занимал должность председатель Витебского областного исполнительного комитета. С января 1997 года по октябрь 2008 года — член Совета Республики Национального собрания (комиссии по экономике, бюджету и финансам).
28 сентября 2008 года был избран депутатом Палаты представителей Национального собрания IV созыва по Глубокскому избирательному округу № 22 Витебской области. По результатам голосования, при явке избирателей 92,5 %, набрал 51 731 голосов (85,9 % от общего количества). 27 октября 2008 года избран председателем Палаты представителей Национального собрания Белоруссии четвёртого созыва, за кандидатуру Андрейченко на должность спикера нижней палаты белорусского парламента проголосовали 107 депутатов, против — 1, один бюллетень был признан недействительным.
23 сентября 2012 года был вновь избран депутатом Палаты представителей V созыва по Докшицкому избирательному округу № 22, по результатам за его кандидатуру было подано 86,7 % голосов избирателей, при общей явке 86,9 %. 18 октября 2012 года переизбран председателем Палаты представителей Национального собрания пятого созыва. Из 108 присутствующих депутатов 105 проголосовали за Владимира Андрейченко, три бюллетеня признаны недействительными.
С практически тем же результатом (86,8 % голосов при явке 88,5 % избирателей) избран депутатом Палаты на выборах в парламент, которые прошли 11 сентября 2016 года. 11 октября 2016 года вновь переизбран председателем Палаты представителей Национального собрания шестого созыва, на этот раз за очередное переизбрание Владимира Андрейченко Председателем Палаты представителей проголосовали 109 депутатов из 110.
На выборах в Палату представителей, которые прошли 17 ноября 2019 года, Владимир Андрейченко в четвёртый раз был избран депутатом нижней палаты Национального собрания, набрав 45 278 голосов избирателей (86,94 %), при явке на округе 92,39 %. 6 декабря того же года был переизбран на свой четвёртый председательский срок единогласно 110 голосами. Выдвинуть Андрейченко на пост спикера предложил депутат Игорь Марзалюк.

## Выборы
| Кандидат                    | Кандидат                      | Субъект выдвижения          | Голосов | %    |
| --------------------------- | ----------------------------- | --------------------------- | ------- | ---- |
|                             | Андрейченко Владимир Павлович | Беспартийный                | 51 731  | 85,9 |
|                             | Берникович Ярослав Тадеушевич | Партия БНФ                  | 3 287   | 5,5  |
|                             | Герцик Виктор Викторович      | Беспартийный                | 2 412   | 4,0  |
| Против всех                 | Против всех                   | Против всех                 | 1 850   |      |
| Недействительных бюллетеней | Недействительных бюллетеней   | Недействительных бюллетеней | 947     |      |
| Всего                       | Всего                         | Всего                       | 65 106  | 100  |
| Явка избирателей            | Явка избирателей              | Явка избирателей            | 60 227  | 92,5 |

| Кандидат                    | Кандидат                      | Субъект выдвижения                            | Голосов | %    |
| --------------------------- | ----------------------------- | --------------------------------------------- | ------- | ---- |
|                             | Андрейченко Владимир Павлович | Беспартийный                                  | 46 149  | 86,7 |
|                             | Бородавко Сергей Васильевич   | Либерально-демократическая партия             | 1 876   | 3,5  |
|                             | Пелецкий Иван Васильевич      | Республиканская партия труда и справедливости | 1 776   | 3,3  |
| Против всех                 | Против всех                   | Против всех                                   | 2 669   |      |
| Недействительных бюллетеней | Недействительных бюллетеней   | Недействительных бюллетеней                   | 784     |      |
| Всего                       | Всего                         | Всего                                         | 61 316  | 100  |
| Явка избирателей            | Явка избирателей              | Явка избирателей                              | 53 254  | 86,9 |

| Кандидат                    | Кандидат                        | Субъект выдвижения                | Голосов | %    |
| --------------------------- | ------------------------------- | --------------------------------- | ------- | ---- |
|                             | Андрейченко Владимир Павлович   | Беспартийный                      | 44 316  | 86,8 |
|                             | Белевич Николай Константинович  | Белорусская патриотическая партия | 1 587   | 3,1  |
|                             | Лупач Дмитрий Антонович         | Объединённая гражданская партия   | 1 414   | 2,8  |
|                             | Малаховский Владимир Георгиевич | Партия БНФ                        | 829     | 1,6  |
|                             | Козлов Владимир Николаевич      | Либерально-демократическая партия | 658     | 1,3  |
| Против всех                 | Против всех                     | Против всех                       | 1 770   |      |
| Недействительных бюллетеней | Недействительных бюллетеней     | Недействительных бюллетеней       | 476     |      |
| Всего                       | Всего                           | Всего                             | 57 654  | 100  |
| Явка избирателей            | Явка избирателей                | Явка избирателей                  | 51 050  | 88,5 |

| Кандидат                    | Кандидат                      | Субъект выдвижения                            | Голосов | %     |
| --------------------------- | ----------------------------- | --------------------------------------------- | ------- | ----- |
|                             | Андрейченко Владимир Павлович | Беспартийный                                  | 45 278  | 86,94 |
|                             | Шульгат Ядвига Иосифовна      | Беспартийная                                  | 1 747   | 3,35  |
|                             | Васильева Оливия Сергеевна    | Республиканская партия труда и справедливости | 1 626   | 3,12  |
|                             | Тепляков Игорь Петрович       | Либерально-демократическая партия             | 1 108   | 2,13  |
| Против всех                 | Против всех                   | Против всех                                   | 1 844   |       |
| Недействительных бюллетеней | Недействительных бюллетеней   | Недействительных бюллетеней                   | 474     |       |
| Всего                       | Всего                         | Всего                                         | 56 366  | 100   |
| Явка избирателей            | Явка избирателей              | Явка избирателей                              | 52 077  | 92,39 |

## Семья
Женат, имеет двое детей. Сын Владислав Андрейченко — генеральный директор крупнейшего оператора сотовой связи «МТС».
У Владимира Андрейченко имеется в собственности коттедж в минском элитном районе Дрозды.

## Награды и звания
- Почётная грамота Верховного Совета БССР.
- Почётная грамота Совета Министров Республики Беларусь (21 декабря 1998 года) — за многолетнюю активную работу в органах государственного управления, большой личный вклад в социально-экономическое развитие Витебской области[17].
- Почётная грамота Национального собрания Республики Беларусь (29 декабря 1998 года) — за активное участие в экономическом и культурном строительстве, развитии законодательства и парламентаризма Республики Беларусь и в связи с 50-летием со дня рождения[18].
- Заслуженный работник сельского хозяйства Республики Беларусь (21 ноября 2001 года) — за значительный вклад в социально-экономическое развитие республики, создание реальных условий для повышения уровня жизни населения и экономической безопасности страны, добросовестное выполнение служебных обязанностей[19].
- Орден Отечества III степени (28 декабря 2007 года) — за многолетнюю плодотворную работу, высокое профессиональное мастерство, достижение значительных показателей, мужество и отвагу, проявленные при исполнении служебных обязанностей, заслуги в развитии судебного дела, машиностроения, строительной отрасли, здравоохранения, науки и культуры[20].
- Орден Дружбы (8 июня 2016 года, Россия) — за большой вклад в укрепление российско-белорусского межпарламентского сотрудничества и развитие евразийской интеграции[21].
- Медаль «МПА СНГ. 25 лет» (27 марта 2017 года, Межпарламентская ассамблея СНГ) — за заслуги в деле развития и укрепления парламентаризма, за вклад в развитие и совершенствование правовых основ функционирования Содружества Независимых Государств, укрепление международных связей и межпарламентского сотрудничества[22].
- Орден Отечества II степени (8 октября 2012 года) — за плодотворную и добросовестную работу, активную государственную и общественную деятельность, значительный личный вклад в развитие законодательства, парламентаризма и межпарламентского сотрудничества[23][24].
- Благодарность Президента Республики Беларусь (31 марта 2022 года) — за многолетний плодотворный труд, высокий профессионализм, значительный личный вклад в государственное строительство, активное участие в общественно-политической жизни страны[25].
- Почётная грамота Совета Межпарламентской Ассамблеи государств — участников Содружества Независимых Государств (16 ноября 2023 года, Межпарламентская ассамблея СНГ) — за активное участие в деятельности Межпарламентской Ассамблеи и её органов, вклад в укрепление дружбы между народами государств — участников Содружества Независимых Государств[26].
- Почётный гражданин города Витебска (2024)[27][28].
- Орден Отечества I степени (18 марта 2024 года) — за плодотворную государственную и общественную деятельность, значительный личный вклад в развитие законодательства и парламентаризма[29][30].
- Почётная грамота Совета Министров Республики Беларусь (20 марта 2024 года) — за многолетнюю плодотворную работу в органах государственного управления, высокий профессионализм, значительный личный вклад в развитие законодательства, парламентаризма и межпарламентского сотрудничества[31] .